# Грамино (Лебединский район)
Грамино (укр. Грамине) — село,
Голубовский сельский совет,
Лебединский район,
Сумская область,
Украина.
Код КОАТУУ — 5922983002. Население по переписи 2001 года составляло 160 человек .

## Географическое положение
Село Грамино находится на одном из истоков реки Сула.
На расстоянии в 1 км расположено село Голубовка.
По селу протекает пересыхающий ручей с запрудой.
Рядом проходит автомобильная дорога Н-07.